# Black Lake
Pour les articles homonymes, voir Black Lake (chanson) et Lac Noir.
Black Lake est un secteur de la ville québécoise de Thetford Mines, dans le sud de la province de Québec. Jusqu'au 17 octobre 2001, Black Lake était une petite ville peuplée d'environ 4 000 habitants. À cette date, les villes de Black Lake et de Thetford Mines, la municipalité de Pontbriand, la municipalité du village de Robertsonville ainsi que la municipalité du canton de Thetford-Partie-Sud se regroupèrent pour constituer la nouvelle ville de Thetford Mines. Le nom Black Lake a toutefois été préservé et il identifie maintenant le secteur correspondant au territoire de cette ancienne ville. La population exacte de Black Lake en 2021 est estimée à 3 298. 

## Description
D’une superficie originale de 5,5 km2, le territoire municipal s’est agrandi par le biais de quatre annexions pour s’étendre maintenant à 41,36 km2. La devise collective, « Fortis super omnes », peut se traduire par « Courageux entre tous » ou « Tenace en tout ». Cette devise se rapporte au courage tenace des pionniers.
Black Lake possède une des plus grandes mines pour l'exploitation de l'amiante et de sa fibre chrysotile dans la région de Chaudière-Appalaches. C'est cette exploitation minière qui a donné naissance à la municipalité : en effet, dès 1890, l'extraction de l'amiante battait son plein à Black Lake, officiellement érigée en 1906 en municipalité de village, statut modifié en celui de ville deux ans plus tard, ce qui, par ailleurs, entraîna le déplacement de la colonie vers le sud, alors qu'à l'origine, elle était riveraine du lac Noir.

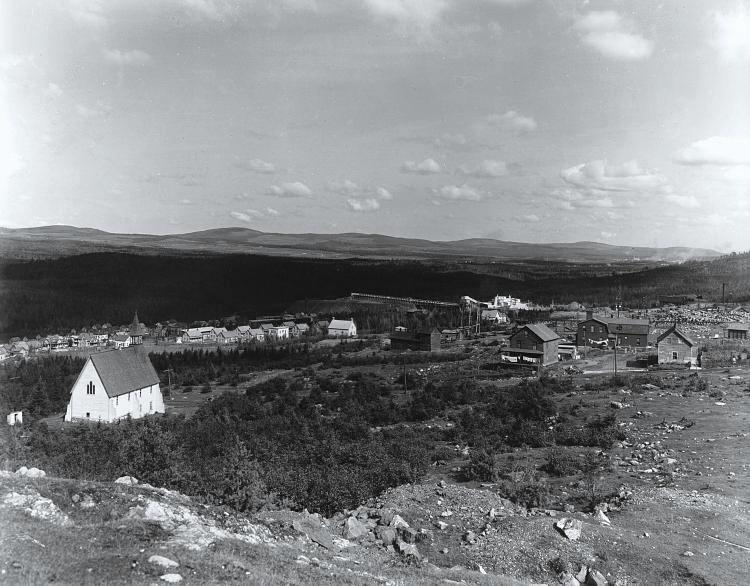
Black Lake, 1909.

Le lac Noir, aujourd'hui asséché artificiellement, a donné son nom à la ville et demeure omniprésent dans l'histoire municipale. Long de 3 km et large de 1,5 km, le lac était entouré de montagnes où le bois poussait dru : les arbres, projetant leur ombre sur les eaux du lac relativement profond, les faisaient paraître presque noires. Les Anglais ont traduit le nom français en Black Lake, qui a été conservé pour la municipalité, bien que la majorité de la population y soit francophone et que le gentilé Black-Lakien n'ait aucun équivalent anglais connu. Notons qu'en 1884, existait une mission, devenue paroisse en 1924, répondant au nom de Saint-Désiré-du-Lac-Noir. L'usage courant, pour Black Lake, a été Lac Noir dans les années 1930 et 1940.
Ce secteur de la nouvelle ville connaît depuis quelques années[Quand ?] une croissance importante tant sur le plan industriel, commercial que domiciliaire.

## Chronologie
- 19 novembre 1906 : Création du village de Lac Noir à partir du territoire de la municipalité de Saint-Désiré du Lac Noir.
- 25 avril 1908 : La municipalité de village de Lac Noir change son nom et son statut pour devenir la ville de Black Lake.
- 17 octobre 2001 : La ville de Black Lake est annexée à la ville de Thetford Mines.

## Démographie
| 1901  | 1911  | 1921  | 1931  | 1941  | 1951  | 1956  | 1961  | 1966  |
| ----- | ----- | ----- | ----- | ----- | ----- | ----- | ----- | ----- |
| 1 316 | 2 645 | 2 656 | 2 167 | 2 276 | 2 800 | 3 685 | 4 180 | 4 186 |

| 1971  | 1976  | 1981  | 1986  | 1991  | 1996  | 2001  | 2011  | 2016  |
| ----- | ----- | ----- | ----- | ----- | ----- | ----- | ----- | ----- |
| 4 123 | 4 051 | 5 148 | 4 824 | 4 449 | 4 408 | 4 109 | 3 326 | 3 298 |

| 2021  | 2026 | - | - | - | - | - | - | - |
| ----- | ---- | - | - | - | - | - | - | - |
| 3 266 | -    | - | - | - | - | - | - | - |

## Activités
- Fin de semaine de la pêche (juin)
- Hockey junior AAA (Les Filons)
- Tournoi Provincial Atome
- Festival Novice

## Personnalités associés à l'ancienne ville
- Mathieu Grenier, artiste
- Roger Lefebvre, homme politique, natif de Black Lake
- Gabriel Loubier, homme politique, natif de Black Lake
- Armand Vaillancourt, artiste sculpteur, natif de Black Lake

## Tournage cinématographique
- Mon oncle Antoine, 1971, réalisé par Claude Jutra
- Asbestos, 2002, mini-série réalisée par André Mélançon
- Saints-Martyrs-des-Damnés, 2005, réalisé par Robin Aubert
- Le Vrai du faux, 2014, réalisé par Émile Gaudreault
- Il pleuvait des oiseaux, 2019, réalisé par Louise Archambault